# La Plaine
La Plaine és un municipi francès situat al departament de Maine i Loira i a la regió de País del Loira. L'any 2007 tenia 936 habitants.

## Demografia

### Població
El 2007 la població de fet de La Plaine era de 936 persones. Hi havia 350 famílies de les quals 79 eren unipersonals (24 homes vivint sols i 55 dones vivint soles), 106 parelles sense fills, 149 parelles amb fills i 16 famílies monoparentals amb fills.
La població ha evolucionat segons el següent gràfic:
Habitants censats

### Habitatges
El 2007 hi havia 388 habitatges, 356 eren l'habitatge principal de la família, 12 eren segones residències i 20 estaven desocupats. Tots els 385 habitatges eren cases. Dels 356 habitatges principals, 276 estaven ocupats pels seus propietaris, 72 estaven llogats i ocupats pels llogaters i 8 estaven cedits a títol gratuït; 11 tenien dues cambres, 46 en tenien tres, 105 en tenien quatre i 194 en tenien cinc o més. 291 habitatges disposaven pel capbaix d'una plaça de pàrquing. A 141 habitatges hi havia un automòbil i a 192 n'hi havia dos o més.

### Piràmide de població
La piràmide de població per edats i sexe el 2009 era:
| Homes | Edats   | Dones |
| ----- | ------- | ----- |
| 0     | 95 o +  | 0     |
| 4     | 90 a 94 | 0     |
| 4     | 85 a 89 | 0     |
| 4     | 80 a 84 | 4     |
| 16    | 75 a 79 | 8     |
| 16    | 70 a 74 | 20    |
| 24    | 65 a 69 | 28    |
| 32    | 60 a 64 | 24    |
| 12    | 55 a 59 | 36    |
| 28    | 50 a 54 | 20    |
| 12    | 45 a 49 | 8     |
| 44    | 40 a 44 | 40    |
| 28    | 35 a 39 | 40    |
| 28    | 30 a 34 | 24    |
| 24    | 25 a 29 | 16    |
| 24    | 20 a 24 | 20    |
| 12    | 15 a 19 | 32    |
| 64    | 10 a 14 | 40    |
| 32    | 5 a 9   | 36    |
| 32    | 0 a 4   | 20    |

## Economia
El 2007 la població en edat de treballar era de 587 persones, 456 eren actives i 131 eren inactives. De les 456 persones actives 431 estaven ocupades (258 homes i 173 dones) i 26 estaven aturades (9 homes i 17 dones). De les 131 persones inactives 48 estaven jubilades, 35 estaven estudiant i 48 estaven classificades com a «altres inactius».

### Ingressos
El 2009 a La Plaine hi havia 358 unitats fiscals que integraven 954 persones, la mediana anual d'ingressos fiscals per persona era de 15.141 €.

### Activitats econòmiques
Dels 19 establiments que hi havia el 2007, 2 eren d'empreses alimentàries, 3 d'empreses de fabricació d'altres productes industrials, 4 d'empreses de construcció, 2 d'empreses de comerç i reparació d'automòbils, 2 d'empreses d'hostatgeria i restauració, 1 d'una empresa de serveis, 3 d'entitats de l'administració pública i 2 d'empreses classificades com a «altres activitats de serveis».
Dels 6 establiments de servei als particulars que hi havia el 2009, 3 eren fusteries, 1 lampisteria, 1 perruqueria i 1 restaurant.
L'únic establiment comercial que hi havia el 2009 era una fleca.
L'any 2000 a La Plaine hi havia 42 explotacions agrícoles que ocupaven un total de 1.144 hectàrees.

## Equipaments sanitaris i escolars
L'únic equipament sanitari que hi havia el 2009 era una ambulància.
El 2009 hi havia una escola elemental.

## Poblacions més properes
El següent diagrama mostra les poblacions més properes.